# Коронарные заболевания сердца
Коронарные заболевания сердца — заболевания, возникающие из-за уплотнения и сужения коронарных артерий, вследствие чего уменьшается поступление крови к сердечной мышце. Коронарные заболевания сердца со временем приводят к инфаркту миокарда.
Суть коронарных заболеваний в сужении просвета коронарных артерий, которые снабжают кровью сердечную мышцу. При этом артерии не только сужаются, и становятся более упругими. Это происходит из-за накопления на стенках артерий холестерина и других соединений, которые называют бляшками. Этот процесс называют атеросклерозом. По причине увеличения бляшек количество крови, которая поступает к сердечной мышце, снижается. В результате от недостатка кислорода страдает сердечная мышца, что приводит к боли в груди (стенокардия), а также к сердечному приступу (инфаркт миокарда).
Риск возникновения коронарных заболевания сердца повышается после 45 лет.